# Schachweltmeisterschaft der Senioren 1995

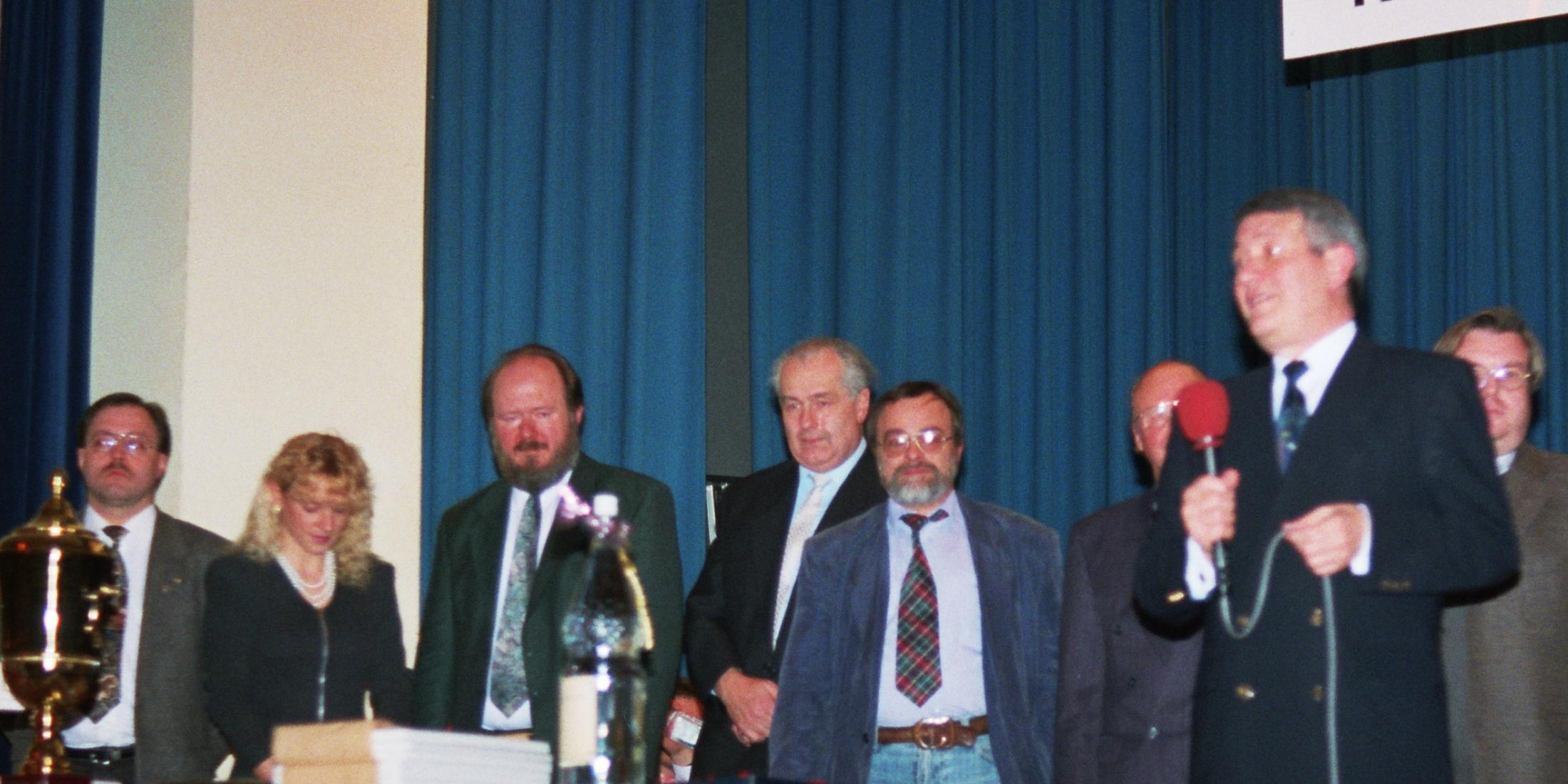
Begrüßung der Teilnehmer der Weltmeisterschaft 1995 durch Reinhold Hoffmann (am Mikrofon)

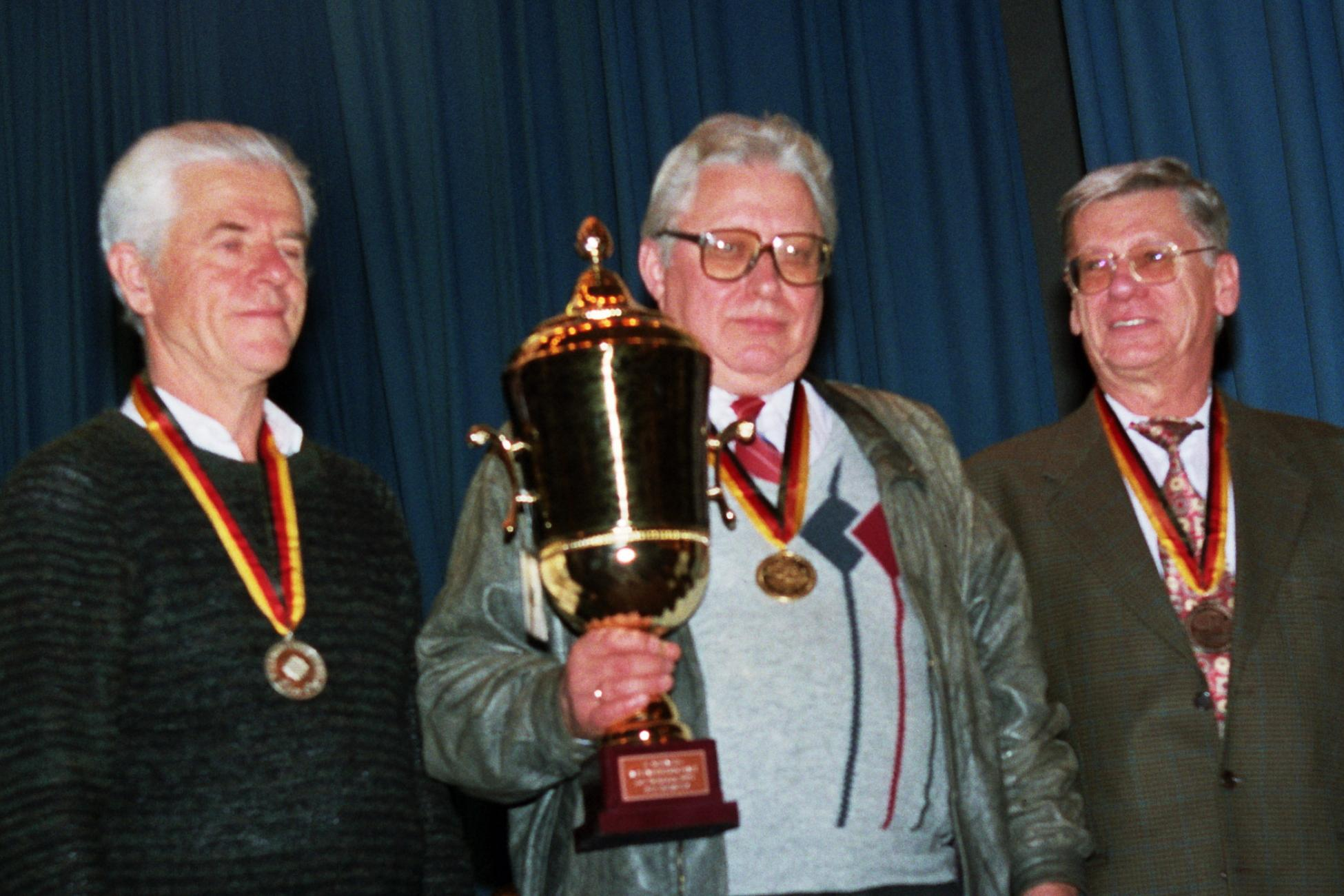
Erste Drei: Katalymov, Wasjukow, Baumgartner

Die Schachweltmeisterschaft der Senioren 1995 war ein internationales Schachturnier, das vom 12. bis 26. November 1995 im Kurhaus der Stadt Bad Liebenzell ausgetragen wurde. Die Seniorenweltmeisterschaft im Schach wurde von der FIDE veranstaltet und wie 1991, 1992, 1993 und 1996 von Reinhold Hoffmann organisiert.
An der offenen Weltmeisterschaft, die Jewgeni Wasjukow gewann, nahmen 193 Männer und Frauen teil. Die separate Meisterschaft für 24 Frauen gewann Nona Gaprindaschwili.

## Endstand der offenen Seniorenweltmeisterschaft

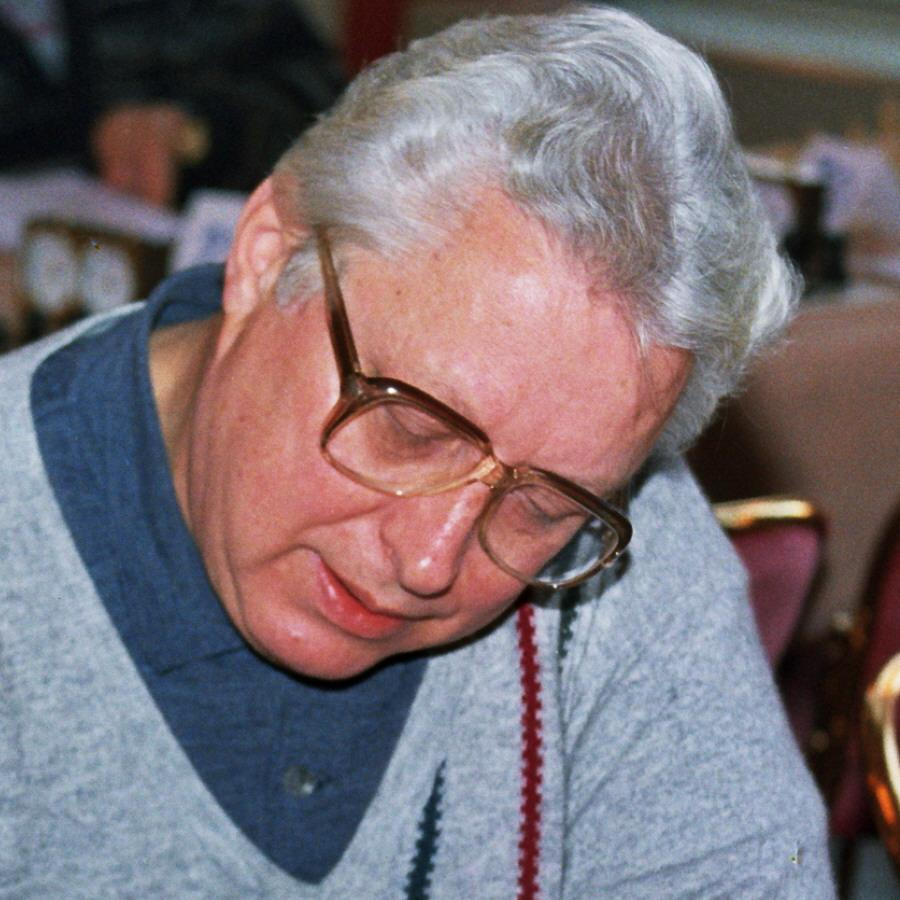
Jewgeni Wasjukow, 1995

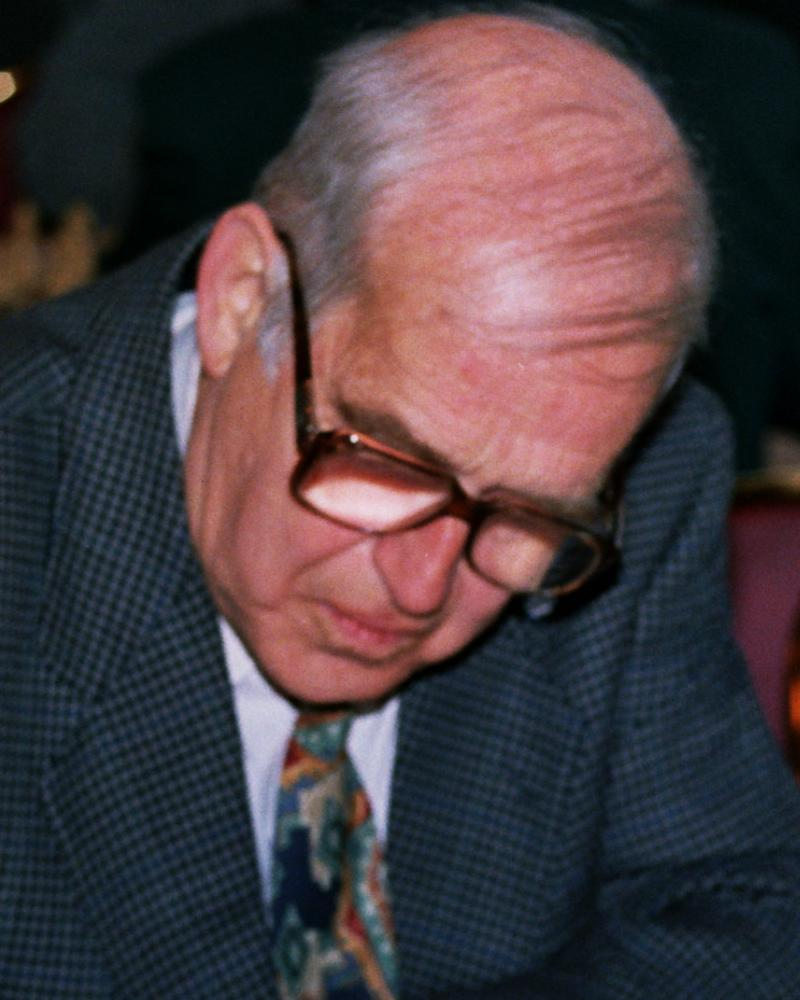
Wolfgang Unzicker, 1995

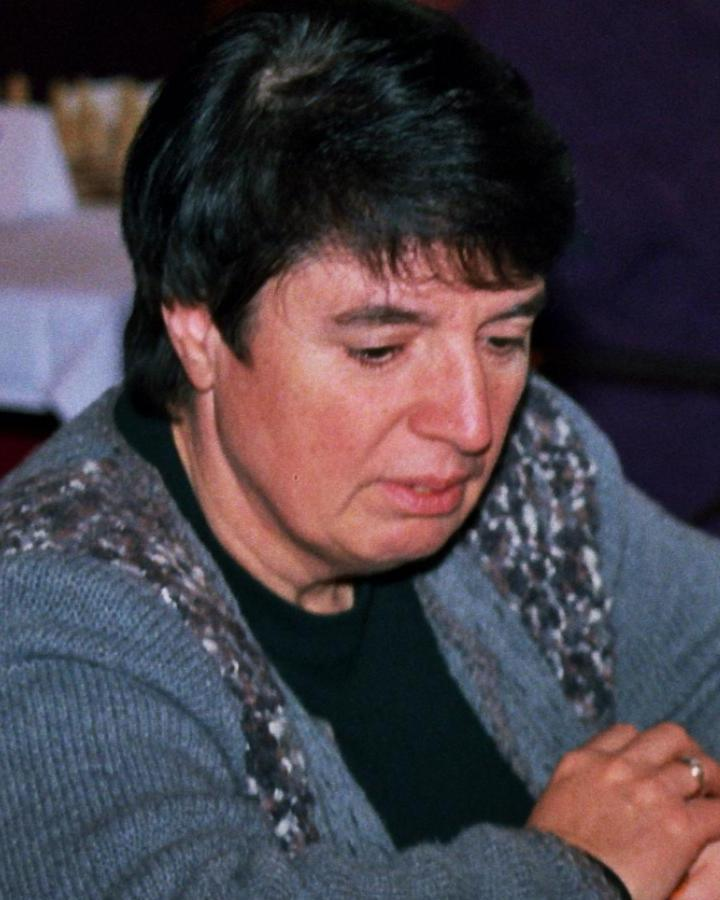
Nona Gaprindaschwili, 1995

| Rg | Teilnehmer               | Elo  | TWZ  | Land               | Punkte |
| -- | ------------------------ | ---- | ---- | ------------------ | ------ |
| 1  | Wasjukow, Jewgeni        | 2515 | 2515 | Russland           | 9,0    |
| 2  | Katalymov, Boris         | 2460 | 2460 | Kasachstan         | 8,5    |
| 3  | Baumgartner, Heinz       | 2295 | 2295 | Österreich         | 8,5    |
| 4  | Chassin, Abram           | 2400 | 2400 | Russland           | 8,0    |
| 5  | Taimanow, Mark           | 2510 | 2510 | Russland           | 8,0    |
| 6  | Suetin, Alexei           | 2445 | 2445 | Russland           | 8,0    |
| 7  | Lein, Anatoli            | 2470 | 2470 | Vereinigte Staaten | 8,0    |
| 8  | Gurgenidse, Buchuti      | 2375 | 2375 | Georgien           | 8,0    |
| 9  | Mukhin, Evgeniy          | 2320 | 2320 | Usbekistan         | 8,0    |
| 10 | Unzicker, Wolfgang       | 2450 | 2450 | Deutschland        | 7,5    |
| 11 | Arkhangelsky, Boris      | 2375 | 2375 | Russland           | 7,5    |
| 12 | Karaklajic, Nikola       | 2380 | 2380 | BR Jugoslawien     | 7,5    |
| 13 | Semasev, Kim             | 2330 | 2330 | Lettland           | 7,5    |
| 14 | Krogius, Nikolai         | 2485 | 2485 | Russland           | 7,5    |
| 15 | Braun, Gottfried         | 2330 | 2330 | Deutschland        | 7,5    |
| 16 | Wade, Robert             | 2265 | 2265 | England            | 7,5    |
| 17 | Lieb, Harald             | 2255 | 2255 | Deutschland        | 7,5    |
| 18 | Usachyi, Mark            | 2290 | 2290 | Ukraine            | 7,5    |
| 19 | Schlag, Franz            |      | 1997 | Deutschland        | 7,5    |
| 20 | Stoliar, Efim            | 2380 | 2380 | Russland           | 7,0    |
| 21 | Gruzmann, Boris          | 2270 | 2270 | Russland           | 7,0    |
| 23 | Krüger, Erich            | 2195 | 2195 | Deutschland        | 7,0    |
| 24 | Breustedt, Werner        | 2230 | 2230 | Deutschland        | 7,0    |
| 25 | Vatnikov, Josif          | 2350 | 2350 | Vereinigte Staaten | 7,0    |
| 26 | Winiwarter, Felix        | 2175 | 2175 | Österreich         | 7,0    |
| 27 | Ofstad, Per              | 2205 | 2205 | Norwegen           | 7,0    |
| 28 | Sarapu, Ortvin           | 2300 | 2300 | Neuseeland         | 7,0    |
| 29 | Rost van Tonningen, Otto | 2305 | 2305 | Niederlande        | 7,0    |
| 30 | Kudinow, Igor            |      | 1900 | Russland           | 7,0    |
| 31 | Hund, Gerhard            |      | 2120 | Deutschland        | 7,0    |
| 32 | Bierwisch, Bernhard      |      | 2100 | Deutschland        | 7,0    |
| 33 | Franck, Rudolf           |      | 2198 | Deutschland        | 7,0    |
|    |                          |      |      |                    |        |
| 43 | Matulovic, Milan         | 2455 | 2455 | BR Jugoslawien     | 6,5    |

## Endstand der Weltmeisterschaft der Seniorinnen

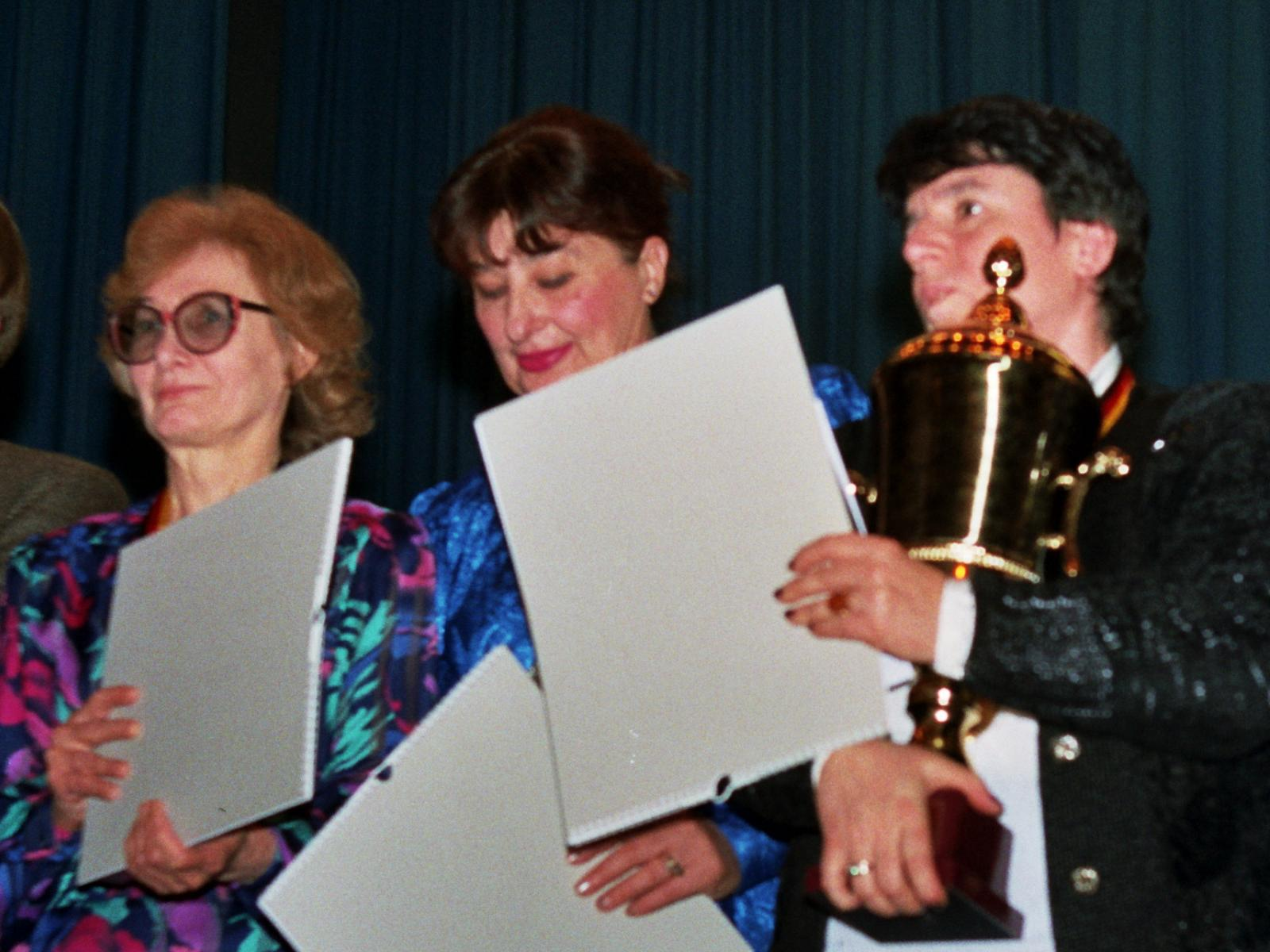
First Ladies: Koslowskaja, Chmiadaschwili, Gaprindaschwili

| Rg | Teilnehmer             | Elo  | TWZ  | Land        | Punkte |
| -- | ---------------------- | ---- | ---- | ----------- | ------ |
| 1  | Gaprindaschwili, Nona  | 2390 | 2390 | Georgien    | 10,5   |
| 2  | Chmiadaschwili, Tamar  | 2180 | 2180 | Georgien    | 8,0    |
| 3  | Koslowskaja, Walentina | 2225 | 2225 | Russland    | 8,0    |
| 4  | Ankerst, Milka         | 2095 | 2095 | Slowenien   | 7,5    |
| 5  | Satulowskaja, Tatjana  | 2160 | 2160 | Russland    | 7,5    |
| 6  | Muslimova, Aida        | 2195 | 2195 | Kasachstan  | 7,0    |
| 7  | Gumilevskaja, Galina   |      | 1900 | Russland    | 6,0    |
| 8  | Abdicasova, Panu       |      | 1900 | Kasachstan  | 6,0    |
| 9  | Vreeken, Corry         | 2130 | 2130 | Niederlande | 5,5    |